# Michal Novotný
Michal Novotný (ur. 1 lipca 1981 w Pradze) – czeski snowboardzista. Jego najlepszym wynikiem olimpijskim jest 13. miejsce w snowcrossie na igrzyskach w Turynie. Na mistrzostwach świata najlepszy wynik uzyskał na mistrzostwach w Kreischbergu, gdzie zajął 28. miejsce w snowcrossie oraz na mistrzostwach w Whistler, gdzie również był 28 w snowcrossie. Najlepsze wyniki w Pucharze Świata osiągnął w sezonie 2008/2009, kiedy to zajął 13. miejsce w klasyfikacji generalnej, a w klasyfikacji snowcrossu był czwarty.

## Sukcesy

### Igrzyska olimpijskie
| Miejsce | Dzień     | Rok  | Miejscowość | Konkurencja    | Zwycięzca    |
| ------- | --------- | ---- | ----------- | -------------- | ------------ |
| 13.     | 14 lutego | 2006 | Turyn       | Snowboardcross | Seth Wescott |
| 16.     | 15 lutego | 2010 | Vancouver   | Snowboardcross | Seth Wescott |

### Mistrzostwa świata
| Miejsce | Dzień       | Rok  | Miejscowość | Konkurencja    | Zwycięzca        |
| ------- | ----------- | ---- | ----------- | -------------- | ---------------- |
| 28.     | 19 stycznia | 2003 | Kreischberg | Snowboardcross | Xavier de Le Rue |
| 28.     | 16 stycznia | 2005 | Whistler    | Snowboardcross | Seth Wescott     |
| 37.     | 14 stycznia | 2007 | Arosa       | Snowboardcross | Xavier de Le Rue |
| 29.     | 18 stycznia | 2009 | Gangwon     | Snowboardcross | Markus Schairer  |

### Puchar Świata

#### Miejsca w klasyfikacji generalnej
- 2002/2003 - -
- 2003/2004 - -
- 2004/2005 - -
- 2005/2006 - 72.
- 2006/2007 - 98.
- 2007/2008 - 50.
- 2008/2009 - 13.
- 2009/2010 - 151.

#### Miejsca na podium
1. Furano – 17 marca 2006 (Snowcross) - 1. miejsce
2. Bad Gastein – 10 stycznia 2009 (Snowcross) - 2. miejsce
3. Valmalenco – 20 marca 2009 (Snowcross) - 1. miejsce